# Skördetid
Skördetid är en svensk folkmusikgrupp från Falköping som tonsatte dikter av John Liedholm. Under mitten av 1980-talet blev gruppen klassad som en säkerhetsrisk av SÄPO på grund av påstådda vänstersympatier .

## Musiken
Skördetid tonsatte och framförde Falköpingsskalden Jönns dikter. Dikterna var skrivna på bred västgötska och beskrev livet på Falbygden före industrialismen. Många av bandets låtar är hämtade ur Jönns diktsamlingar Genum le’t, Mella rågång och Etter Jönn.  År 1981 gav gruppen ut sin debutskiva På granna vi’a slätta... Gruppen turnerade under 1980-talet och spelade på mindre tillställningar och festivaler. Bandet uppmärksammades av Radio Skaraborg, i folkmusikkretsar och av SÄPO.

## SÄPO
Under 1980-talet klassades Skördetid, som så många andra band, som en säkerhetsrisk av SÄPO. Säkerhetspolisen ansåg att bandet indirekt värvade medlemmar till SKP under sina spelningar.
| ”                                                             | Sånggruppen Skördetid i Falköping består till större delen av SKP-folk. De framför med framgång Falköpingsskalden Lidholms dikter på västgötadialekt. Även om det inte förekommer politisk propaganda under uppträdandena, torde partiet kunna dra nytta av gruppen, genom att åhörarna vet med sig att det är kommunister som agerar. De många engagemangen tyder på att gruppen lyckats fånga upp en intresseriktning, som ingen tidigare ägnat sig åt. | „ |
| – Ur Säkerhetstjänstkommissionens rapport Hotet från vänster, | |   |

## Medlemmar

### 1981
Per-Olof Ljungberg, Nils-Magnus Kinnvall, Marita Sonestedt, Ines Ljungberg, Gunilla Ceder, Ann Ekberg, Anette Ljungberg, Jonas Falk, Sune Falk och Håkan Bergsten.

### 1983
Per-Olof Ljungberg, Nils-Magnus Kinnvall, Marita Sonestedt, Ines Ljungberg, Lars Westin, Lennart Winroth, Jonas Falk och Sune Falk.

### 1989
Per-Olof Ljungberg, Nils-Magnus Kinnvall, Marita Sonestedt, Jonas Falk, Sune Falk och Håkan Olofsson.

## Diskografi

### På granna vi’a slätta...
LP utgiven på Ess Recording Studio i Kvänum 1981. Skivan producerades av Lennart Green.
Låtlista
| - Präjlatrösk - Genum le't - Kållt - Sångar'a - Gustava - Pohsa-Svenne - Hantverkarvisa - Snipebrovalsen | - Kafferepet - Brömsen - Sammel på thån - Vaggvisa - Löcka - Mies Per - Falbögda - Nekrolog |

### Göckel å gäck
LP utgiven på Ess Recording Studio i Kvänum 1983. Skivan producerades av Lennart Green.

### Sedan urminnes tider
LP utgiven på Vestr Gothia i samarbete med Radio Skaraborg 1989. Inspelad i församlingshemmet i Östra Tunhems socken. Skivan producerades av Anders Jernquist.

### Guld 2002
Samlings-CD utgiven på Peermusic AB 2002.
Låtlista
| 1. Pjälatrösk – 2.36 2. Sångara – 2.46 3. Söster Alides lôv– 2.21 4. Kväde – 2.17 5. Putätesättarsång – 3.44 6. Sedan urminnes tider – 4.15 7. Kafferepet – 2.57 8. Gustava – 3.30 9. Pohsa-Svenne – 2.37 10. Göckel å gäck – 2.20 11. Snipebrovalsen – 4.11 | 12. Sammel på thån – 2.30 13. Puh – 3.00 14. Leljekönvaljbuketten – 2.29 15. Asken Yggdrasil – 3.22 16. Hantverkarvisa – 1.56 17. Si öpp dar nere – 2.38 18. Ängslan – 3.42 19. Kal å galten – 3.45 20. Ledsjö – 2.48 21. Falbögda – 3.09 22. Nekrolog – 1.21 |